# Pteris arisanensis
Pteris arisanensis är en kantbräkenväxtart som beskrevs av Tag. Pteris arisanensis ingår i släktet Pteris och familjen Pteridaceae. Inga underarter finns listade.